# Copa Presidente de la AFC 2014
La Copa Presidente de la AFC 2014 fue la décima y última edición del tercer torneo de fútbol a nivel de clubes más importante de Asia organizado por la AFC y que contó con la participación de 11 equipos representantes de 11 países del continente, un equipo menos que en la edición anterior.
El 25 de noviembre del 2013 la AFC acordó que los 6 equipos que clasificaran a la ronda final de esta edición tendrían la posibilidad de jugar la ronda de clasificación para la Copa de la AFC 2015. además la AFC decidió que se jugaría este torneo por última vez.

## Distribución de equipos
| Zona Oeste Asiático | Zona Oeste Asiático    | Zona Oeste Asiático | Zona Oeste Asiático  | Zona Oeste Asiático  | Zona Oeste Asiático  | Zona Oeste Asiático  | Zona Oeste Asiático | Zona Oeste Asiático | Zona Oeste Asiático |
| Asociación          | Asociación             | Puntos              | AFC Champions League | AFC Champions League | AFC Champions League | AFC Champions League | AFC Cup             | AFC Cup             | AFC President's Cup |
| Asociación          | Asociación             | Puntos              | Fase de Grupos       | Ronda de Play-Off    | 2°Ronda Previa       | 1°Ronda Previa       | Fase de Grupos      | Ronda de Play-Off   | Fase de Grupos      |
| ------------------- | ---------------------- | ------------------- | -------------------- | -------------------- | -------------------- | -------------------- | ------------------- | ------------------- | ------------------- |
| 1                   | Irán                   | 908.47              | 4                    |                      |                      |                      |                     |                     |                     |
| 2                   | Arabia Saudíta         | 869.62              | 4                    |                      |                      |                      |                     |                     |                     |
| 3                   | Emiratos Árabes Unidos | 848.94              | 3                    |                      | 1                    |                      |                     |                     |                     |
| 4                   | Catar                  | 848.56              | 2                    |                      | 2                    |                      |                     |                     |                     |
| 5                   | Uzbekistán             | 693.38              | 1                    |                      | 2                    |                      |                     |                     |                     |
| 6                   | Jordania               | 500.89              |                      |                      |                      | (1)                  | 2                   |                     |                     |
| 7                   | Omán                   | 390.02              |                      |                      |                      | (1)                  | 2                   |                     |                     |
| 8                   | Baréin                 | 253.67              |                      |                      |                      | (1)                  | 2                   |                     |                     |
| 9                   | Irak                   | -                   |                      |                      |                      | (1)                  | 2                   |                     |                     |
| 10                  | Kuwait                 | -                   |                      |                      |                      | (1+1)                | 2                   |                     |                     |
| 11                  | Siria                  | -                   |                      |                      |                      |                      | 2                   |                     |                     |
| 12                  | Líbano                 | -                   |                      |                      |                      |                      | 2                   |                     |                     |
| 13                  | Tayikistán             | -                   |                      |                      |                      |                      |                     | 1                   |                     |
| 14                  | Palestina              | -                   |                      |                      |                      |                      |                     | 1                   |                     |
| 15                  | Kirguistán             | -                   |                      |                      |                      |                      |                     | 1                   |                     |
| 16                  | Yemen                  | -                   |                      |                      |                      |                      |                     | 1                   |                     |
| 17                  | Bangladés              | -                   |                      |                      |                      |                      |                     |                     | 1                   |
| 18                  | Bután                  | -                   |                      |                      |                      |                      |                     |                     | 1                   |
| 19                  | Nepal                  | -                   |                      |                      |                      |                      |                     |                     | 1                   |
| 20                  | Pakistán               | -                   |                      |                      |                      |                      |                     |                     | 1                   |
| 21                  | Sri Lanka              | -                   |                      |                      |                      |                      |                     |                     | 1                   |
| 22                  | Turkmenistán           | -                   |                      |                      |                      |                      |                     |                     | 1                   |
| 23                  | Afganistán             | -                   |                      |                      |                      |                      |                     |                     | 0                   |
| Total Participantes | Total Participantes    | Total Participantes | 14                   | 0                    | 5                    | 6                    | 14                  | 4                   | 6                   |
| Total Participantes | Total Participantes    | Total Participantes | 25                   | 25                   | 25                   | 25                   | 18                  | 18                  | 6                   |

- Jordania, Omán y Baréin eran elegibles para la Liga de Campeones de la AFC pero no tuvieron las licencias requeridas
- Kuwait tuvo un cupo extra en la 1°Ronda Preliminar ya que tenían al campeón vigente de la Copa AFC
- Kirguistán y Palestina fueron promovidos de la Copa Presidente de la AFC a la Copa AFC para esta temporada
- Afganistán era elegible para la Copa Presidente de la AFC pero desistió su participación
- Bangladés y Bután geográficamente pertenecen a la Zona Este

| Zona Este Asiático  | Zona Este Asiático  | Zona Este Asiático  | Zona Este Asiático   | Zona Este Asiático   | Zona Este Asiático   | Zona Este Asiático   | Zona Este Asiático | Zona Este Asiático | Zona Este Asiático  |
| Asociación          | Asociación          | Puntos              | AFC Champions League | AFC Champions League | AFC Champions League | AFC Champions League | AFC Cup            | AFC Cup            | AFC President's Cup |
| Asociación          | Asociación          | Puntos              | Fase de Grupos       | Ronda de Play-Off    | 2°Ronda Previa       | 1°Ronda Previa       | Fase de Grupos     | Ronda de Play-Off  | Fase de Grupos      |
| ------------------- | ------------------- | ------------------- | -------------------- | -------------------- | -------------------- | -------------------- | ------------------ | ------------------ | ------------------- |
| 1                   | Japón               | 935.30              | 4                    |                      |                      |                      |                    |                    |                     |
| 2                   | República de Corea  | 887.45              | 4                    |                      |                      |                      |                    |                    |                     |
| 3                   | China               | 843.54              | 3                    | 1                    |                      |                      |                    |                    |                     |
| 4                   | Australia           | 804.08              | 2                    | 1                    |                      |                      |                    |                    |                     |
| 5                   | Tailandia           | 601.20              | 1                    |                      | 2                    |                      |                    |                    |                     |
| 6                   | India               | 526.55              |                      |                      |                      | (1)                  | 2                  |                    |                     |
| 7                   | Singapur            | 438.34              |                      |                      |                      | (1)                  | 2                  |                    |                     |
| 8                   | Hong Kong           | 408.02              |                      |                      |                      | (1)                  | 2                  |                    |                     |
| 9                   | Vietnam             | 301.31              |                      |                      |                      | (1)                  | 2                  |                    |                     |
| 10                  | Indonesia           | -                   |                      |                      |                      |                      | 2                  |                    |                     |
| 11                  | Malasia             | -                   |                      |                      |                      |                      | 2                  |                    |                     |
| 12                  | Maldivas            | -                   |                      |                      |                      |                      | 2                  |                    |                     |
| 13                  | Birmania            | -                   |                      |                      |                      |                      | 2                  |                    |                     |
| 14                  | Camboya             | -                   |                      |                      |                      |                      |                    |                    | 1                   |
| 15                  | Filipinas           | -                   |                      |                      |                      |                      |                    |                    | 1                   |
| 16                  | Mongolia            | -                   |                      |                      |                      |                      |                    |                    | 1                   |
| 17                  | RPD Corea           | -                   |                      |                      |                      |                      |                    |                    | 1                   |
| 18                  | Taiwán              | -                   |                      |                      |                      |                      |                    |                    | 1                   |
| 19                  | Brunéi Darussalam   | -                   |                      |                      |                      |                      |                    |                    | 0                   |
| 20                  | Guam                | -                   |                      |                      |                      |                      |                    |                    | 0                   |
| 21                  | Laos                | -                   |                      |                      |                      |                      |                    |                    | 0                   |
| 22                  | Macao               | -                   |                      |                      |                      |                      |                    |                    | 0                   |
| 23                  | Timor Oriental      | -                   |                      |                      |                      |                      |                    |                    | 0                   |
| Total Participantes | Total Participantes | Total Participantes | 14                   | 2                    | 2                    | 4                    | 16                 | 0                  | 5                   |
| Total Participantes | Total Participantes | Total Participantes | 22                   | 22                   | 22                   | 22                   | 16                 | 16                 | 5                   |

- RPD Corea participaron por primera véz en la Copa Presidente de la AFC en esta temporada
- Brunéi Darussalam, Guam, Laos, Macao y Timor Oriental eran elegibles para la Copa Presidente de la AFC pero desistieron su participación
- India y Maldivas geográficamente pertenecen a la Zona Oeste

## Participantes
La AFC procedió a definir a los participantes del torneo el 26 de noviembre del 2013 y los siguientes cambios fueron aprobadao para esta edición:
- Los equipos de Kirguistán y Palestina fueron promovidos de la AFC President's Cup a la AFC Cup para la temporada 2014.[4]
- Los equipos de Corea del Norte fueron elegibles para participar en el torneo por primera vez para la temporada 2014.[2]

Cada federación fue autorizada para mandar un representante, los cuales son:
| País               | Club                    | Método de Clasificación                                   | Apariciones | Última |
| ------------------ | ----------------------- | --------------------------------------------------------- | ----------- | ------ |
| Bangladés          | Sheikh Russel           | Campeón de la 2012–13 Bangladesh Football Premier League  | 1           |        |
| Bután              | Ugyen Academy           | Campeón de la 2013 Bhutan National League                 | 1           |        |
| Camboya            | Svay Rieng              | Campeón de la 2013 Cambodian League                       | 1           |        |
| República de China | Tatung                  | Campeón de la 2013 Intercity Football League              | 3           | 2007   |
| Mongolia           | Erchim                  | Campeón de la 2013 Mongolia Premier League                | 3           | 2013   |
| Nepal              | Manang Marshyangdi Club | Campeón de la 2013–14 Martyr's Memorial A-Division League | 2           |        |
| Corea del Norte    | Rimyongsu               | Campeón de la 2013 Mangyongdae Prize Sports Games         | 1           |        |
| Pakistán           | KRL                     | Campeón de la 2013–14 Pakistan Premier League             | 4           | 2013   |
| Filipinas          | Ceres                   | Campeón de la 2013 PFF–Smart National Club Championship 1 | 1           |        |
| Sri Lanka          | Sri Lanka Air Force SC  | Campeón de la 2013 Sri Lanka Football Premier League      | 1           |        |
| Turkmenistán       | HTTU Aşgabat            | Campeón de la 2013 Ýokary Liga                            | 2           | 2010   |

Notas
1- la PFF–Smart National Club Championship sirvió para clasificar al representante de Filipinas para la edición del 2014, por sobre la United Football League, la cual sirvió para ese propósito la temporada anterior. Esto significó que el Ceres, campeón de la 2013 PFF–Smart National Club Championship, fuese el clasificado por encima del Stallion, campeón de la 2013 United Football League, para representar al Filipinas en el torneo.

## Sedes
| Colombo             | Bacólod          | Ulaanbaatar         |
| ------------------- | ---------------- | ------------------- |
| Sugathadasa Stadium | Panaad Stadium   | MFF Football Centre |
| Capacidad: 25,000   | Capacidad: 9,825 | Capacidad: 5,000    |
|                     |                  |                     |

## Fase de grupos
Los grupos fueron ubicados de la siguiente manera según el sorteo realizado en Kuala Lumpur:

### Grupo A
- Los partidos se jugaron en Sri Lanka.

| Pos. | Equipo        | Pts. | PJ | G | E | P | GF | GC | Dif. | Clasificación |
| ---- | ------------- | ---- | -- | - | - | - | -- | -- | ---- | ------------- |
| 1    | Sheikh Russel | 7    | 3  | 2 | 1 | 0 | 9  | 0  | +9   | Fase final    |
| 2    | Air Force (H) | 6    | 3  | 2 | 0 | 1 | 4  | 5  | −1   | Fase final    |
| 3    | KRL           | 4    | 3  | 1 | 1 | 1 | 3  | 3  | 0    |               |
| 4    | Ugyen Academy | 0    | 3  | 0 | 0 | 3 | 0  | 8  | −8   |               |

 Fuente: 
| 7 de mayo | Air Force   | 1-0 | Ugyen Academy | Sugathadasa Stadium, Colombo                             |                                                          |
|           | Bandara 58' | [http://www.the-afc.com/en/component/afcasfeeds/?fixtureid=8271&stageid=329&tMode=C&view=ajax&show=matchsummary (enlace roto disponible en Internet Archive; véase el historial, la primera versión y la última). Reporte] |               | Asistencia: 600 espectadores Árbitro(s): Adham Makhadmeh | Asistencia: 600 espectadores Árbitro(s): Adham Makhadmeh |

| 7 de mayo | KRL | 0-0     | Sheikh Russel | Sugathadasa Stadium, Colombo |                             |
|           |     | Reporte |               | Árbitro(s): Ali Sabah Adday  | Árbitro(s): Ali Sabah Adday |

| 9 de mayo | Ugyen Academy | 0-3 | KRL                                  | Sugathadasa Stadium, Colombo                            |                                                         |
|           |               | [http://www.the-afc.com/en/component/afcasfeeds/?fixtureid=8273&stageid=329&tMode=C&view=ajax&show=matchsummary (enlace roto disponible en Internet Archive; véase el historial, la primera versión y la última). Reporte] | Afridi 1' · Dawood 14' · Qasim 90+1' | Asistencia: 100 espectadores Árbitro(s): Chaiya Mahapab | Asistencia: 100 espectadores Árbitro(s): Chaiya Mahapab |

| 9 de mayo | Sheikh Russel                                            | 5-0     | Air Force | Sugathadasa Stadium, Colombo                             |                                                          |
|           | Ahmed 14' · Mithun 35', 55' · Millien 60' · Bisswash 86' | Reporte |           | Asistencia: 300 espectadores Árbitro(s): Timur Faizullin | Asistencia: 300 espectadores Árbitro(s): Timur Faizullin |

| 11 de mayo | Sheikh Russel                             | 4-0     | Ugyen Academy | Sugathadasa Stadium, Colombo                                |                                                             |
|            | Millien 14' · Mithun 21', 88' · Ahmed 28' | Reporte |               | Asistencia: 200 espectadores Árbitro(s): Ali Sabah Al-Qaysi | Asistencia: 200 espectadores Árbitro(s): Ali Sabah Al-Qaysi |

| 11 de mayo | Air Force                            | 3-0     | KRL | Sugathadasa Stadium, Colombo     |                                  |
|            | Duminda 3' · Dharshaka 7' · Ishan 9' | Reporte |     | Árbitro(s): Adham Mohammad Tumah | Árbitro(s): Adham Mohammad Tumah |

### Grupo B
- Los partidos se jugaron en Filipinas.

| Pos. | Equipo       | Pts. | PJ | G | E | P | GF | GC | Dif. | Clasificación |
| ---- | ------------ | ---- | -- | - | - | - | -- | -- | ---- | ------------- |
| 1    | HTTU Aşgabat | 7    | 3  | 2 | 1 | 0 | 5  | 2  | +3   | Fase final    |
| 2    | Rimyongsu    | 5    | 3  | 1 | 2 | 0 | 8  | 3  | +5   | Fase final    |
| 3    | Ceres (H)    | 4    | 3  | 1 | 1 | 1 | 5  | 4  | +1   |               |
| 4    | Tatung       | 0    | 3  | 0 | 0 | 3 | 0  | 9  | −9   |               |

 Fuente: 
| 6 de mayo | Ceres                      | 2-2     | Rimyongsu              | Panaad Stadium, Bacólod                                      |                                                              |
|           | Guirado 10' · Reichelt 49' | Reporte | Ri Kwang-hyok 39', 60' | Asistencia: 6,820 espectadores Árbitro(s): Yousef Al-Marzouq | Asistencia: 6,820 espectadores Árbitro(s): Yousef Al-Marzouq |

| 6 de mayo | HTTU Aşgabat     | 2-0     | Tatung | Panaad Stadium, Bacólod                                     |                                                             |
|           | Muhadow 16', 87' | Reporte |        | Asistencia: 1,5000 espectadores Árbitro(s): Rowan Arumughan | Asistencia: 1,5000 espectadores Árbitro(s): Rowan Arumughan |

| 8 de mayo | Rimyongsu        | 1-1     | HTTU Aşgabat | Panaad Stadium, Bacólod                                      |                                                              |
|           | Ri Hyok-chol 81' | Reporte | Muhadow 80'  | Asistencia: 2,200 espectadores Árbitro(s): Yousef Al-Marzouq | Asistencia: 2,200 espectadores Árbitro(s): Yousef Al-Marzouq |

| 8 de mayo | Tatung | 0-2     | Ceres                      | Panaad Stadium, Bacólod                            |                                                    |
|           |        | Reporte | Reichelt 17' · Guirado 87' | Asistencia: 5,457 espectadores Árbitro(s): Win Cho | Asistencia: 5,457 espectadores Árbitro(s): Win Cho |

| 10 de mayo | Ceres        | 1-2     | HTTU Aşgabat         | Panaad Stadium, Bacólod                                      |                                                              |
|            | De Murga 20' | Reporte | Muhadow 45+2', 90+4' | Asistencia: 5,940 espectadores Árbitro(s): Yousef Al-Marzouq | Asistencia: 5,940 espectadores Árbitro(s): Yousef Al-Marzouq |

| 10 de mayo | Tatung | 0-5     | Rimyongsu                                                                               | Panaad Stadium, Bacólod                          |                                                  |
|            |        | Reporte | Jang Song-hyok 7' (pen.) · Jong Il-gwan 41' · Ri Hyok-chol 51' · Pak Song-chol 86', 88' | Asistencia: 700 espectadores Árbitro(s): Win Cho | Asistencia: 700 espectadores Árbitro(s): Win Cho |

### Grupo C
- Los partidos se jugaron en Mongolia.

| Pos. | Equipo                  | Pts. | PJ | G | E | P | GF | GC | Dif. | Clasificación |
| ---- | ----------------------- | ---- | -- | - | - | - | -- | -- | ---- | ------------- |
| 1    | Manang Marshyangdi Club | 4    | 2  | 1 | 1 | 0 | 6  | 3  | +3   | Fase final    |
| 2    | Erchim (H)              | 4    | 2  | 1 | 1 | 0 | 3  | 1  | +2   | Fase final    |
| 3    | Svay Rieng              | 0    | 2  | 0 | 0 | 2 | 4  | 9  | −5   |               |

 Fuente: 
| 1 de mayo | Manang Marshyangdi Club                                               | 6-3 | Svay Rieng                | MFF Football Centre, Ulan Bator                               |                                                               |
|           | Rai 6' 63' · Daravron 8' (a.g.) · Saheed 24' · Maskey 76' · Malla 83' | [http://www.the-afc.com/en/component/afcasfeeds/?fixtureid=8283&stageid=329&tMode=C&view=ajax&show=matchsummary (enlace roto disponible en Internet Archive; véase el historial, la primera versión y la última). Reporte] | Veasna 36' · Tola 56' 85' | Asistencia: 2,800 espectadores Árbitro(s): Tayeb Shamsuzzaman | Asistencia: 2,800 espectadores Árbitro(s): Tayeb Shamsuzzaman |

| 3 de mayo | Svay Rieng    | 1-3     | Erchim                                            | MFF Football Centre, Ulan Bator                        |                                                        |
|           | Mony Udom 15' | Reporte | Sothearoth 10' (a.g.) · Gal-Erdene 35' 45' (pen.) | Asistencia: 3,620 espectadores Árbitro(s): Vo Minh Tri | Asistencia: 3,620 espectadores Árbitro(s): Vo Minh Tri |

| 5 de mayo | Erchim | 0-0     | Manang Marshyangdi Club | MFF Football Centre, Ulan Bator                            |                                                            |
|           |        | Reporte |                         | Asistencia: 3,850 espectadores Árbitro(s): Ilgiz Tantashev | Asistencia: 3,850 espectadores Árbitro(s): Ilgiz Tantashev |

## Ronda final
Se jugará con una modalidad centralizada. El sorteo de los grupos se determinará cuando la fase de grupos termine. Los 6 clasificados serán distribuidos en 2 grupos de 3 equipos c/u. Las reglas son las mismas que en la fase anterior. Los vencedores de cada grupo jugarán la Final, la cual se jugará a un partido, con tiempo extra y penales para decidir al ganador en caso de ser necesario.
Equipos Clasificados:
| - Manang Marshyangdi Club - Erchim - HTTU Aşgabat | - Rimyongsu - Sheikh Russel - Air Force |

### Grupo A
| Pos. | Equipo                  | Pts. | PJ | G | E | P | GF | GC | Dif. | Clasificación |
| ---- | ----------------------- | ---- | -- | - | - | - | -- | -- | ---- | ------------- |
| 1    | HTTU Aşgabat            | 6    | 2  | 2 | 0 | 0 | 5  | 2  | +3   | Final         |
| 2    | Manang Marshyangdi Club | 3    | 2  | 1 | 0 | 1 | 3  | 4  | −1   |               |
| 3    | Air Force (H)           | 0    | 2  | 0 | 0 | 2 | 2  | 4  | −2   |               |

 Fuente: 
| 20 de septiembre de 2014 | Manang Marshyangdi Club              | 2–1     | Sri Lanka Air Force | Sugathadasa Stadium, Colombo                                   |                                                                |
|                          | Sh. Shrestha 35' · Gurung 64' (pen.) | Reporte | Ishan 6'            | Asistencia: 600 espectadores Árbitro(s): Abdulrahman Al-Jassim | Asistencia: 600 espectadores Árbitro(s): Abdulrahman Al-Jassim |

| 22 de septiembre de 2014 | HTTU Aşgabat          | 3–1     | Manang Marshyangdi Club | Sugathadasa Stadium, Colombo                             |                                                          |
|                          | Muhadow 28', 73', 83' | Reporte | Su. Shrestha 35'        | Asistencia: 100 espectadores Árbitro(s): Adham Makhadmeh | Asistencia: 100 espectadores Árbitro(s): Adham Makhadmeh |

| 24 de septiembre de 2014 | Sri Lanka Air Force | 1–2     | HTTU Aşgabat     | Sugathadasa Stadium, Colombo                             |                                                          |
|                          | Ishan 21'           | Reporte | Muhadow 83', 86' | Asistencia: 300 espectadores Árbitro(s): Adham Makhadmeh | Asistencia: 300 espectadores Árbitro(s): Adham Makhadmeh |

### Grupo B
| Pos. | Equipo        | Pts. | PJ | G | E | P | GF | GC | Dif. | Clasificación |
| ---- | ------------- | ---- | -- | - | - | - | -- | -- | ---- | ------------- |
| 1    | Rimyongsu     | 6    | 2  | 2 | 0 | 0 | 9  | 0  | +9   | Final         |
| 2    | Sheikh Russel | 3    | 2  | 1 | 0 | 1 | 1  | 4  | −3   |               |
| 3    | Erchim        | 0    | 2  | 0 | 0 | 2 | 0  | 6  | −6   |               |

 Fuente: 
| 20 de septiembre de 2014 | Erchim | 0–1     | Sheikh Russel | Sugathadasa Stadium, Colombo                            |                                                         |
|                          |        | Reporte | Chigozie 65'  | Asistencia: 300 espectadores Árbitro(s): Jarred Gillett | Asistencia: 300 espectadores Árbitro(s): Jarred Gillett |

| 22 de septiembre de 2014 | Rimyongsu                                                                  | 5–0     | Erchim | Sugathadasa Stadium, Colombo                             |                                                          |
|                          | Ri Jin-hyok 20', 65' · Ri Hyok 22' · Ri Kwang-hyok 24' · Pak Song-chol 57' | Reporte |        | Asistencia: 200 espectadores Árbitro(s): Ilgiz Tantashev | Asistencia: 200 espectadores Árbitro(s): Ilgiz Tantashev |

| 24 de septiembre de 2014 | Sheikh Russel | 0–4     | Rimyongsu                                                                | Sugathadasa Stadium, Colombo                                   |                                                                |
|                          |               | Reporte | Ri Jin-hyok 31' · Pak Song-chol 45+4' · Ro Hak-su 51' · Kim Kyong-il 60' | Asistencia: 100 espectadores Árbitro(s): Abdulrahman Al-Jassim | Asistencia: 100 espectadores Árbitro(s): Abdulrahman Al-Jassim |

## Final
| 26 de septiembre de 2014 | HTTU Aşgabat                  | 2–1     | Rimyongsu         | Sugathadasa Stadium, Colombo                            |                                                         |
|                          | Jumanazarow 37' · Muhadow 55' | Reporte | Ri Kwang-hyok 87' | Asistencia: 200 espectadores Árbitro(s): Jarred Gillett | Asistencia: 200 espectadores Árbitro(s): Jarred Gillett |

| FC HTTU | Rimyongsu |

| ARQ             | 1  | Nurgeldi Astanow      | 78' |     |
| DEF             | 2  | Hoshgeldy Hojovov     |     |     |
| DEF             | 3  | Şöhrat Söýünow        |     |     |
| DEF             | 4  | Akmyrat Jumanazarow   |     |     |
| DEF             | 13 | Annasähet Annasähedow | 80' |     |
| MED             | 23 | Dawid Sarkisow        | 24' |     |
| MED             | 17 | Gurbangeldi Batyrow   |     | 87' |
| MED             | 11 | Nurýagdy Muhammedow   |     |     |
| MED             | 5  | Azat Şamyradow        |     |     |
| DEL             | 20 | Pirmyrat Sultanow     | 21' | 55' |
| DEL             | 9  | Süleýman Muhadow      |     |     |
| Substituciones  |    |                       |     |     |
| MED             | 26 | Orazberdy Myradov     |     | 55' |
| MED             | 14 | Okan Ersoy            |     | 87' |
| Entrenador:     |    |                       |     |     |
| Begench Garayev |    |                       |     |     |

| ARQ                      | 1  | Ju Kwang-min   |     |     |
| DEF                      | 3  | Jang Song-hyok |     |     |
| DEF                      | 17 | Ro Hak-su      |     |     |
| DEF                      | 6  | Ri Chang-ho    |     |     |
| DEF                      | 22 | Ri Kwang-hyok  | 90' |     |
| MED                      | 25 | Kang Won-myong |     |     |
| MED                      | 12 | Ri Jin-hyok    |     |     |
| MED                      | 9  | Pak Song-chol  | 85' |     |
| MED                      | 7  | Kim Kyong-il   |     | 58' |
| DEL                      | 8  | Ri Hyok        |     | 83' |
| DEL                      | 10 | Ri Hyok-chol   |     |     |
| Substituciones           |    |                |     |     |
| DEL                      | 11 | Pak Chol-min   |     | 58' |
| DEL                      | 26 | Song Kum-song  |     | 83' |
| Entrenadores:            |    |                |     |     |
| Jon Man-ho & Jo Tong-sop |    |                |     |     |

## Campeón
| Copa Presidente de la AFC 2014 |
| ------------------------------ |
| Bandera de Turkmenistán        |
| HTTU Aşgabat 1º Título         |

## Premios
| Premio        | Nombre           | Club         |
| ------------- | ---------------- | ------------ |
| Mejor Jugador | Süleýman Muhadow | HTTU Aşgabat |
| Goleador      | Süleýman Muhadow | HTTU Aşgabat |

## Top scorers
| # | Futbolista              | Equipo                  | Fase de grupos | Cuadro final | Total |
| - | ----------------------- | ----------------------- | -------------- | ------------ | ----- |
| 1 | Süleýman Muhadow        | HTTU Aşgabat            | 5              | 6            | 11    |
| 2 | Mithun Chowdhury Mithun | Sheikh Russel           | 4              | 0            | 4     |
| 2 | Pak Song-chol           | Rimyongsu               | 2              | 2            | 4     |
| 2 | Ri Kwang-hyok           | Rimyongsu               | 2              | 2            | 4     |
| 5 | Ri Jin-hyok             | Rimyongsu               | 0              | 3            | 3     |
| 5 | Kavindu Ishan           | Sri Lanka Air Force     | 1              | 2            | 3     |
| 7 | Shakil Ahmed            | Sheikh Russel           | 2              | 0            | 2     |
| 7 | Pascal Millien          | Sheikh Russel           | 2              | 0            | 2     |
| 7 | Nub Tola                | Svay Rieng              | 2              | ×            | 2     |
| 7 | Soyol-Erdene Gal-Erdene | Erchim                  | 2              | 0            | 2     |
| 7 | Dipak Rai               | Manang Marshyangdi Club | 2              | 0            | 2     |
| 7 | Ri Hyok-chol            | Rimyongsu               | 2              | 0            | 2     |
| 7 | Juan Luis Guirado       | Ceres                   | 2              | ×            | 2     |
| 7 | Patrick Reichelt        | Ceres                   | 2              | ×            | 2     |

Fuente: